# Maja Kraigher
Maja Kraigher, slovenska prevajalka in urednica, *12. februar 1947, Ljubljana.

## Življenje in delo
Maja Kraigher, rojena Ljubljančanka, je hči slavistov, prevajalcev in urednikov Uroša Kraigherja in Sonje Kraigher Kos. Po maturi na klasični gimnaziji je sklenila, da se po stopinjah staršev ne bo odločila za pot slavistike. Odločila se je za študij angleščine in francoščine na Filozofski fakulteti v Ljubljani, ter postala književna prevajalka in urednica.
Prevajati je začela že med študijem in si s honorarjem, ki ga je prejela za prvi književni prevod - roman Jalna, kanadske pisateljice Mazo de la Roche - omogočila izobraževanje na poletni šoli angleščine v Londonu.
Za projekt antologija kratke proze Zgodbe iz Kanade, za katero je besedila izbrala, prevedla (iz francoščine in angleščine) ter opremila s spremno besedo in podatki o avtorjih, je prejela kanadsko štipendijo za prevajalski program v Banff Centru v Alberti. V mlajših letih pa se je izobraževala še v Sèvresu in Besançonu.
Dvanajst let je bila redno zaposlena v založbi DZS, tako prej in potem pa je ves čas imela status samostojne književne prevajalke. Kot pomembnejše naslove iz njenega prevajalskega opusa bi lahko omenili: Devica in Cigan, Lisjak, Princeska, V angelovi roki  Vzplameneli sneg, Trije možje v čolnu, Spomin na Afriko, Sence na travi, Astrahan, Oni, Zapisan svobodi in še nekaj drugih. Redno sodeluje z revijo Sodobnost in občasno z RTV Slovenija ter drugimi mediji. Njeno bibliografijo pa podaljša še vrsta knjig in knjižic za otroke - od pravljic prek enciklopedij do najrazličnejših didaktičnih izdaj. Prevajanje za otroke ji je bilo od nekdaj v veselje, zadnjih pet let pa kot zunanja urednica skrbi za celoten otroški prevodni program Pomurske založbe.
Izkušnje ima tudi s posrednim prevajanjem. Pred leti je poslovenila romana Japonca Jukia Mišime Angelov propad in Kitajca Ba Jina Vrt počitka. Že dolgo je dejavna v Društvu slovenskih književnih prevajalcev, od 2014 je njegova častna članica.

## Prevajalski opus
- novele: Devica in Cigan, Lisjak, Princeska (D. H. Lawrencea)
- romani: V angelovi roki (Dominique Fernandez), Vzplameneli sneg (Régis Debray), Trije može v čolnu (J. K. Jerome), Spomin na Afriko in Sence na travi (Karen Blixen), Oni (Joyce Carol Oates), Astrahan (Dragan Velikić)
- družboslovna in dokumentarna besedila: Španska revolucija in državljanska vojna (P. Broué, E. Témime), Nevarna diplomacija (T. Tschuy)
- (avto)biografije: Zapisan svobodi (Jean Cassou), Ni zmage brez tveganja (Edmund Hillary), Le Corbusier - arhitektura, ki vznemirja (F. Balibar), Einstein - veselje do razmišljanja (P. Broué, E. Témime)
- potopis: Strašna pot (Apsley Cherry-Garrarda)